# モデルガン

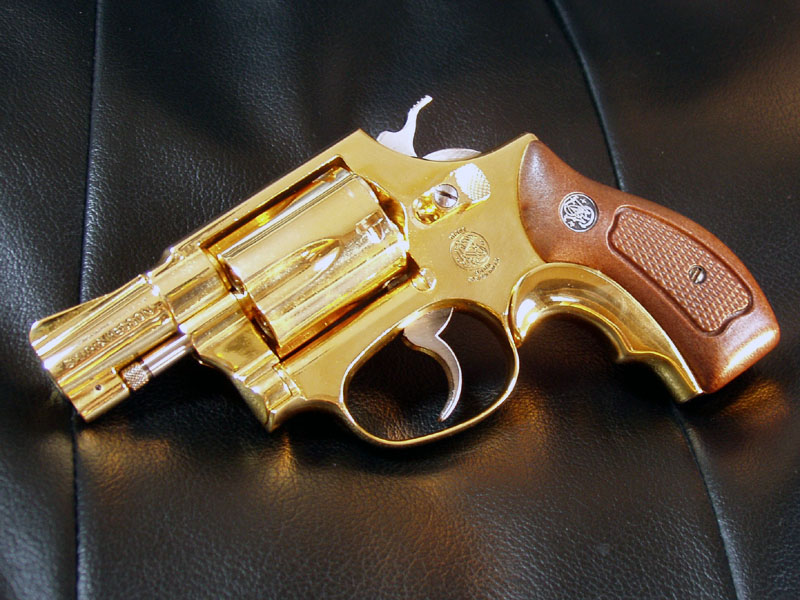
国際産業の金属製モデルガン S&W M36

モデルガン (Model gun) とは、銃器の外観や機構を模した遊戯銃（トイガン）の一種で、弾丸を発射する機能を持たないものをいう。Model gun は和製英語であり、英語では火薬（玩具煙火）を使用するトイガンは Cap gun（キャップガン）と呼ばれる。
プラスチック製弾丸の発射機能を持つエアソフトガンは、銃器の外観を模したものであってもモデルガンの範疇には含めないが、報道などでは同一に扱われることが多い。
日本では銃砲刀剣類所持等取締法（銃刀法）により、特に金属製モデルガンは材質や構造、色などに厳しい制限が加えられている。

## 概要
モデルガンは銃器、すなわち拳銃・小銃・短機関銃・散弾銃などの模型であるが、弾丸を発射できないこと、安全対策や作動性確保のために内部構造がアレンジされているなどの点が実物の銃器とは異なる。一般的にはほぼ実寸大で製作されるが、「ジュニアガン」と称する3分の2スケールの商品なども少数存在する。
使用される材質は、主に亜鉛合金、ABS樹脂、ヘビーウェイト樹脂（重量増加や質感改善を目的に樹脂に亜鉛合金や鉄などの金属粉を混入して成型したもの）などである。現在市販されている金属製のものは、銃刀法で定める模造拳銃および模擬銃器に該当しないための措置が施されている。
日本では法規制により弾丸を発射できない構造になっているが、実包や薬莢を模したカートリッジに火薬を装填して発火させ、擬似的な発砲音や火花、動作などを再現できるものが多い。一部には映画やアニメ、ゲームなどのフィクションに登場する、架空の銃をモチーフにしたものも存在する。
銃器の外観を模したものであっても、プラスチック製弾丸の発射機能を持つエアソフトガンはモデルガンの範疇に含めない。特撮ヒーロー番組などに登場する光線銃などを模した電池などで発光・発音するような種類のもの、駄菓子屋などで売られている紙火薬式の100連発銃や8連キャップ火薬を使用する8連発銃のように、純粋に子供向けの玩具とみなされるものは、通例モデルガンとは呼ばない。
なお、報道などで「モデルガン」と表現される場合、その多くは「銃器の形をした玩具」すなわちトイガン全般を指す用語としての慣用表現であり、厳密な意味でのモデルガンを指したものではない場合がほとんどである。
モデルガンには、火薬を使用せず外観や手動操作を楽しむための観賞用モデルと、火薬の使用が可能な発火モデルがある。発火モデルのうち、オートマチック式の拳銃や短機関銃、小銃のモデルガンは、火薬の爆発力を利用して実銃とほとんど同じように、排莢・装弾の動作（ブローバック）を行うことができる。初期のオートマチック式拳銃のモデルガンには、火薬で発砲音のみを再現するスタンダードモデルや、指で引き金を引く力を利用して装弾・発火・排莢を行う、スライドアクション（通称タニオアクション）モデルが存在した。
日本のモデルガンは銃口を覗いたりしない限り実銃とほとんど区別がつかないので、日本国内だけではなく海外においても、映画などの小道具として頻繁に用いられている。近年、グロック17の様に実銃自体がプラスチック部品を多用したものも登場し、ますます外観による区別がつきにくい状況にある。

## 歴史
日本におけるモデルガンの歴史は、法による規制の歴史と言い換えることができる。モデルガンは本来「玩具」に分類されるものであって、法で定める「銃」には該当しないが、実銃に見せかけて強盗などに使用したり、弾丸を発射できるように改造するなどの悪用事例が多発したことにより、特に金属製のものについては過去2回にわたって銃刀法による規制を受けている。

### 1960年代
1960年頃、アメ横の中田商店や江原商店が外国製キャップガンの輸入販売を始めたが、これは完全に子供向けの玩具であり、形状や構造が実銃とはかなり異なるものであった。その後、輸入キャップガンを改良してよりリアルな造形を施したものを「モデルガン」と称して発売し、大きな人気を集めた。当時人気があったのは、第二次世界大戦で使用された軍用銃や西部劇で使用されるSAAなどであった。この頃、一部には火薬の爆発力を利用してプラスチック製の弾丸を発射できるトイガンもあったが、この種の商品はやがて当局により発禁処分とされた。
1962年には純国産モデルガン第一号のモーゼル軍用拳銃が発売された。これに続く国産モデルガンとしてMGC製ワルサーVP-IIが発売されて以降、国内のモデルガン製造はMGCがほぼ独占的に行っていたが、1965年にそれまで販売専門だった複数の小売店が組合を結成してモデルガン製造に参入した。初めはMGC製品の模倣品を製造していたが、やがて各メーカーが独自に設計したモデルガンを製造するようになった。その後、リアルな外観や機構を持つ様々な種類のモデルガンが製造されるようになり、当時人気だった映画やドラマの影響もあって国産モデルガンはブームを迎えた。

### 1970年代
1960年代から続くモデルガンブームに水を差すことになったのが、1971年（昭和46年）に行われた法規制（46年規制）であった。この規制によってブームは一時下火になったが、徐々に人気を取り戻し、1970年代中頃には再びブームを迎えた。しかし1977年（昭和52年）には二度目の法規制（52年規制）が行われ、モデルガンの主流が金属製からプラスチック製へ転換する契機となった。

#### 46年規制
リアルなモデルガンの登場に伴い、強盗、恐喝などに、威嚇目的で悪用される事例が相次いだ。1969年には行政指導により、モデルガンに識別用の標識（王冠マーク）を付けることや販売時に身元を確認することなどが行われたが悪用は続き、1970年にはハイジャックにも使用された。このような事例に対処するため、一見してモデルガンであることが識別できるように1971年（昭和46年）の銃刀法改正によって外観に対する規制（46年規制）が行われた。
金属製の拳銃型モデルガンは銃腔に相当する部分を金属で完全に閉塞し、銃把（グリップ）に相当する部分を除く表面全体を白色か黄色に着色することが義務付けられた。内閣府令で定めるこれらの措置が施されていないものは銃刀法で定める模造拳銃に該当し、輸出用などの一部の例外を除き、所持が禁止された。また過去に販売されたものは所有者自身で銃腔に相当する部分を塞ぎ、表面を白色か黄色（金色）に着色しなければ所持が認められなくなった。この規制以降に発売されたものはメッキにより金色（事実上の黄色とみなされている）に着色されている。銀色はステンレス製やニッケル・クロームメッキの実銃が多数実在することから白色とはみなされず、認められていない。
このとき対象になったのは金属製の拳銃型のみであり、小銃や短機関銃などの長物は隠し持つことが難しく、悪用されることが無かったため、規制の対象にはならなかった。46年規制から1年後には、耐衝撃ABS樹脂を主な素材とするモデルガンが作られるようになったが、プラスチック製のものは法規制の対象外であったので、拳銃型であっても色が黒いままで販売することができた。

#### 52年規制
モデルガンの悪用事例として威嚇目的以外で問題視されていたのが、暴力団関係者などによる改造拳銃（モデルガンを改造して弾丸の発射機能を持たせたもの）の製造であった。銃身内にインサート鋼材（鋼製の詰め物）を鋳込むなどの改造防止策は初期のモデルガンの頃から行われていたが、メーカー間で統一されたものではなかった。1970年に警察が押収した改造拳銃の数は23丁であったが年々増加し、1975年には1,024丁（押収拳銃の約7割）に達した。
1975年、メーカー組合は金属製の拳銃型モデルガンについて自主的に改造防止構造の規格を定め、規格検査に合格したものにsmマークを付けて販売した。しかし、組合に加入していないメーカーは自主規制に拘束されず、また組合メーカーの製品にも規格を満たさないものが見つかるなど、業界内での改造防止策の足並みは揃わなかった。さらにsmマーク付きのものや長物にも改造事例が出始めたことから、1977年（昭和52年）には再度の銃刀法改正によって構造に対する規制（52年規制）が行われた。
金属製モデルガンの主要部分に使用できる素材はブリネル硬さ91以下の金属（亜鉛合金など）に制限された。また、銃身に相当する部分の基部にインサートを鋳込むこと、回転弾倉に相当する部分の前部にインサートを鋳込み、薬室に相当する部分の隔壁に切れ目を入れること、銃身に相当する部分が交換できないように機関部体（フレーム）に相当する部分と一体鋳造にすることなど、拳銃や小銃などの形態を問わず、金属製モデルガン全般の構造について厳しい規定が追加された。内閣府令で定めるこれらの規定に適合しないものは（46年規制やsm規格に適合するものであっても）銃刀法で定める模擬銃器に該当し、販売目的の所持が禁止された（すでに所持しているものについては販売を目的としない限り、そのまま所持が認められる）。新たな規制に適合した製品にはメーカー組合によりSMGマークが付されている。
この法改正を不服とするメーカーとモデルガン愛好家協会を中心に結成された原告団は国を相手に訴訟（オモチャ狩り裁判）を起こしたが、1994年に原告の全面敗訴が確定している。当時、法改正によりモデルガンは文鎮化される、あるいは所持が認められなくなるなどの話が流布されたが、これについて警察庁は「規制反対運動に大衆を誘導するための誤った宣伝」との見方をしている。

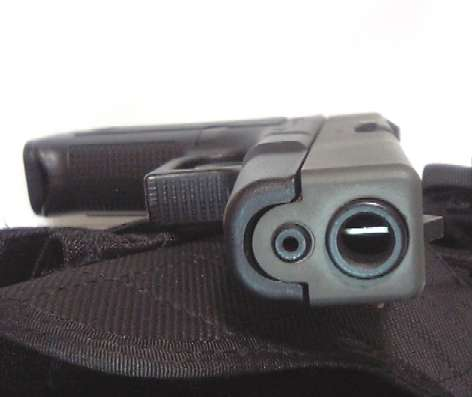
プラスチック製モデルガンの銃身インサート。銃口を見ればモデルガンであることがすぐに分かる。

52年規制によって、特に銃身が分離するタイプのオートマチック式モデルガンは金属で作ることがほとんどできなくなってしまったため、以降プラスチック製のものが主流になっていった。プラスチック製モデルガンについては法規制の対象外ではあったが、メーカー組合による自主規制が行われ、銃身内や回転弾倉の前部に焼き入れインサート鋼材を入れるなどの改造対策が施された。自主規制適合品にはメーカー組合によりSPGマークが付されている。また、映画やドラマなどの撮影に供されるステージガン、プロップガンはメーカーの自主規制に適合していないが、銃刀法で定める「銃砲」にはあたらない。ただ外観からモデルガンと判別しにくい（インサートの一部が除去されている）ため、取扱いや保管、管理などは美術セクション担当者や小道具担当者が責任を持って行わなければならない。

### 1980年代以降
国産の高性能なキャップ火薬がそれまでの平玉火薬に代わるものとして、1979年の「MGキャップ」を皮切りに各メーカーから発売され始めた。平玉火薬と比べて装填や整備の手間が少なくなり、また火薬の過剰装填による事故の危険性が低くなった。

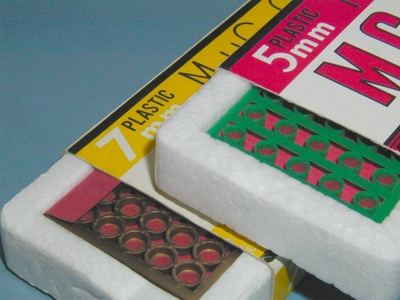
キャップ火薬の一例。7mmおよび5mmサイズ。

これに伴ってキャップ火薬の使用を前提としたオートマチック用のカートリッジが新規に開発され、平玉火薬を使用していた頃と比べ、より簡便で快適な作動が可能となった。発火性能の高いプラスチック製モデルガンが次々に発売され、また安価な組立キットの登場などにより1980年代前半には新たなブームを迎えた。
52年規制以降に主流になったABS樹脂製モデルガンの外観はプラスチック然としたものが多かったが、メッキ技術が進歩したことにより、ガンメタリックやシルバーメタリックのモデルガンが製作できるようになった。通常の黒以外にニッケルフィニッシュなどのカスタムモデルが発売され、通常品より高価であったにもかかわらず、ファンの人気を集めた。
その後、樹脂（主にナイロン系）に亜鉛合金や鉄などの金属粉を混合したヘビーウェイト樹脂が開発され、プラスチック製モデルガンの欠点であった軽さと手触りの問題が解決された。ヘビーウェイト樹脂は、樹脂に金属粒子が混ざる形となり、ABS樹脂よりも脆く割れやすい性質を持っているため、火薬の使用には不向きとなったが、改造防止という観点からは非常に好ましい素材である。
MGCから、火薬が発火したときに生じる赤外線をセンサーで捕らえる、擬似射撃システム「シューターワン」が発表されて話題になった。同システムを使用したシューティングマッチが開催されるなど、一時期盛り上がりを見せたが、機構上の制約やエアソフトガンの台頭などもあり、広く普及することはなかった。
1980年代中頃からエアソフトガンの売り上げが伸び始めると、製品の主力をエアソフトガンに移すメーカーやモデルガンの製造から撤退するメーカーが相次ぎ、トイガン市場でのモデルガンのシェアは徐々に減少していった。モデルガン製造に参入する新興メーカーもあったが、人気が低迷するなか、種類や生産数が限定的で、かつての隆盛を取り戻すには至っていない。
しかし、水面下ではモデルガンの人気復活を願うファンは多く、2004年には元MGC開発部長・小林太三やくろがねゆうらの呼びかけにより、製品化されていないブローバックモデルガンを作るイベント「全日本BLK化計画」がスタートするなど、モデルガンの人気を復活させるための活動は個々のファンの間で続いている。

## オートマチック式モデルガンのブローバック
オートマチック式モデルガンの醍醐味は派手なブローバックである。撃発時に遊底が後退し、カートリッジがはじき出される動作を再現する仕掛けをブローバックという。

### オープンデトネーター式
1968年にMGCが開発したMG-BLK (BLowbacK) は少量の紙火薬を詰めたカートリッジをシリンダー、銃身内のデトネーター（撃針）をピストンとして火薬の爆発力で遊底を後退させ、カートリッジを勢いよくはじき出させる仕掛けである。カートリッジは構造が単純で単価も安いが、紙火薬は装填に時間がかかる上、安定したブローバックが難しく、うまく作動させるためには熟練と調整を要した。また発火で生じる汚れがかなり多く、クリーニングにも手間と時間を要した。
1979年にキャップ火薬が開発されると安定したブローバックが可能になり、発火性能の高いモデルガンも次々に誕生した。火薬の装填やクリーニングが容易になったものの、カートリッジとデトネーターのクリアランスがタイトなため汚れに弱く、弾倉何本分も連続発火させることは難しかった。発火方式としてはすでに過去のものになっていたが、2009年に樹脂製の使い捨てカートリッジを使用するものが新たに製品化されている。

### 閉鎖型カートリッジ

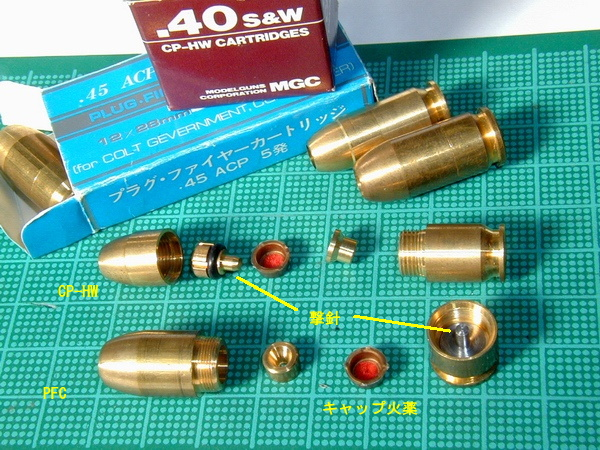
CP-HW・PFC各カートリッジの一例（PFCは撃針固定式でOリングの無い旧型。大まかな構造や原理は新旧ともに同様である）

1980年にマルシン工業が開発したPFC (Plug Fire Cartridge) はオープンデトネーター式に代わる閉鎖型ブローバックカートリッジの先駆けである。ブローバックに必要な爆発力の気密性確保にカートリッジ内のピストンを利用するため、オープンデトネーター式のように汚れによるクリアランスの問題が発生せず、発火性能がさらに向上した。PFCに続いてPiston Push Cartridge（東京CMC）、Spin Jet Fire Cartridge（国際産業）、Piston Fire Cartridge（ハドソン産業）など、各社で閉鎖型カートリッジが開発され、MGCも1982年に開発したCP-BLK (CapPiston-BLowbacK) カートリッジをもってオープンカートリッジから閉鎖型カートリッジへ移行した。現在、オートマチック式モデルガンに採用されているブローバック方式はこれら閉鎖型が主流になっている。

### スーパーブローバック
発火はカートリッジに装填したキャップ火薬、ブローバック動作は低圧ガス（フロンガス）で行う方式で近年開発が進むエアソフトガンのガスブローバックの機構を作動に取り入れたハイブリッド方式である。火薬は発砲音と火花の再現に使用され、ブローバックには関与しない。1993年頃に少数が製品化された後は絶版状態である。開発はマルシン工業。

### ガスオペレーション
自動小銃のブローバックモデルは、カートリッジや遊底が大きく重くなるため、キャップ火薬の爆発力だけで完全作動させるのは困難であった。作動してもカートリッジの飛びが悪く迫力のないものとなるため、近年まで大型銃のブローバックモデルはわずかであった（ハドソン産業AK47、同M14、ショウエイG43など）。
ガスブローバックの機構を実銃と同様な作動部位に配置し、擬似的に実銃の動作を再現したのがハドソン産業のガスオペレーション方式である。グリーンガスで作動し、発火構造を持たない軽量カートリッジのため飛びが良く、安定したブローバックが実現できる。M1ガーランド独特のクリップ（装弾子）エジェクション（全弾撃ち尽くすと装弾子が“キーン”と音を立てて飛び出す）も再現している。

## モデルガンメーカー
- MGC - 老舗モデルガンメーカー。「モデルガン」という造語を発案、普及させた。タニオアクション、デトネーター式ブローバックなどを開発。1996年解散。
- ハドソン産業 - 初の純国産モデルガンを発売。他メーカーが製品化しないモデルを積極的に発売するなど独創的なメーカー。2009年廃業。
- 中田商店 - WWII関連のモデルガンを企画・販売。現在は軍装品等の販売が中心でモデルガンは扱っていない。モデルガン創成期にはMGCと双璧をなす存在であった。
- 東京CMC - 実銃の機構を忠実に再現し、リアル派愛好家の支持を受けていた。1985年解散。
- 国際産業 - 前身の国際ガンクラブ時代にMGCのコピー品から販売を開始し、後に自社開発の製品を発売。「リボルバーのコクサイ」と呼ばれるようになる。2003年の工場火災後は他社の協力を得て製造を続けていたが、2018年1月末をもって活動を停止。
- マルシン工業 - 中田商店の下請けから自社開発の製品を発売。PFCブローバックや組立キットモデルで独自性のある製品を展開。現在はエアソフトガンにも注力。
- 東京レプリカコーポレーション (TRC) - 中田商店と丸真ダイカスト工業（現 マルシン工業）の合弁会社として設立。中田商店の製品を設計・製造していた。1978年倒産。
- 鈴木製作所 - MGCのコピー品の他、子供向けの廉価モデルガンなどを発売していた。1980年代以降は独自製品を開発。
- アサヒ玩具 - 「アサヒイーグル」ブランドでSAAとS&W M36を発売。1982年倒産。
- 丸郷商店 - 「マルゴー」ブランドでMGCのコピー品の他、子供向けの廉価モデルガンなどを販売していた。モデルガンの製造からは撤退したが、アメ横の小売店舗は営業を継続。のち労働争議が起き、2016年末を以て一旦閉店したが、2017年3月に元従業員らが新店舗「TAKE FIVE」（テイク・ファイブ）を開店。
- 小茂田商店 - MGCのコピー品の他、子供向けの廉価モデルガンなどを販売していた。
- 六研 - 中田商店出身の六人部 登が立ち上げたメーカー。真鍮製や鉄製の高級モデルガンを製造・販売。現在もブランド名のみ残る。
- ウエスタンアームズ - 六研製品の販売会社として創業し、MGC製品ベースのカスタム製作を経て自社製品を発売するようになった。現在はエアソフトガン専業。
- ミコアームズ - 九九式やM1ガーランドなど、鉄製長物を製造・販売。
- タナカワークス - モデルガン用銃床の下請け製造から始まり、東京CMCやMGC、ハドソン産業より引き継いだ金型による製品を発売。自社製品も開発し、ハンドガンから長物まで幅広い製品を展開。
- 松栄製作所 - ドイツ国防軍の長物専門メーカー。モデルガンおよびエアソフトガンを製造・販売。
- KSC - MGCの下請けから独立。ハンドガンを中心としたプラスチック製モデルガンを発売。現在はエアソフトガンにも注力。
- ホビーフィックス - 実銃の構造・寸法を忠実に再現した非発火モデルガンを発売。「Products ZEKE」ブランドで販売されているエアソフトガン用金属パーツ類や真鍮削り出しのハンドリング・ダミーモデルも同社製品。
- ハートフォード (HWS) - 他社製品のカスタム製作・販売から始まり、東京CMCより引き継いだ金型による製品を発売。独自製品も開発。SAAはファストドロウ競技にて多用されている。
- クラフトアップルワークス (CAW) - 他社製品のカスタム製作・販売から始まり、東京CMC、MGCより引き継いだ金型による製品を発売。独自製品も開発しており、古式銃のモデルアップを得意とする。MULEおよびMys Factoryはグループ会社。
- タニオ・コバ - MGC出身の小林太三が立ち上げたメーカー。従来の発火方式に改良を加えたブローバックモデルガンを発売。
- ランパントクラシック - 六研の設計による樹脂製コルトSAAシリーズを発売。その後独自のバリエーション展開を行う。2013年末をもって活動休止。
- リアルマッコイズ - 六研の設計による樹脂製M1911A1シリーズを販売していた。
- エラン - リアルマッコイズ製のM1911A1シリーズを引き継ぎ、「六研」ブランドを冠した独自バリエーションを展開。
- エム・アイ・イー総研 - モデルガンはアクション事業部が担当。過去に発売されたことのないマニアックなモデルの製品化を標榜する新興メーカー。
- DENIX（デニックス） - スペインの装飾用模造武器メーカー。古今東西の模造刀剣類や模造銃器を製造販売している。ダイカスト製の製品が主流であり、日本でも銃刀法に抵触しないものは輸入販売されている。

## 主な製品

### 1960年から1971年（46年規制前）まで
- SAAフロンティア (MGC) - 米国マテルの改良品。「モデルガン」と称した初の製品。
- コルトコマンダー (MGC) - 米国ヒューブレイの改良品。コブラキャップ仕様の後撃針センターファイア式。発売後4か月で発禁処分。
- モーゼル軍用拳銃（ハドソン産業） - 初の純国産モデルガン。
- ワルサーVP-II (MGC) - MGC初の自社設計・製造モデルガン。タニオアクション式。
- ワルサーPPK (MGC) - 映画007シリーズでヒットしたモデルガン。初期のモデルガンブームの火付け役。他社製のコピー品多数。
- ブローニングM1910 (MGC) - 内部は安全性を考慮したモデルガン独自の機構。販売にあたって住民票登録制を採用し、業界分裂の端緒となった。
- コルトポケット（国際産業） - 実物より少し大きいが、内部機構の再現度が高い。
- コルトM1911A1（東京CMC） - ショートリコイルが再現されたリアルなスタンダードモデル。最初期は口径9mmで発売された。
- ワルサーP38（中田商店） - WWIIシリーズとして販売された。ナポレオン・ソロ仕様のアンクルモデルもラインナップ。
- 十四年式拳銃（ハドソン産業） - 2009年の廃業までマイナーチェンジを繰り返しながら販売され続けた息の長い製品。
- MP40 (MGC) - 初のブローバックモデルガン。レシーバーはスチールプレス製。
- コルトSAA（六研） - 真鍮削り出しモデルガン。特別モデル「ファスト・ドロウ・スペシャル」が人気を博す。
- SW/44 コンバットオート (MGC) - 内部はモデルガン独自の機構だが、スチールパーツを多用したブローバック専用モデル。

### 1971年（46年規制後）から1977年（52年規制前）まで
- SIG SP47/8 (MGC) - 初のABS樹脂製モデルガン。
- ハイウェイパトロールマン41マグナム (MGC) - ABS樹脂製リボルバー。日本映画や刑事ドラマで小道具に使用され活躍したヒット作。
- コルトM1911（六研） - 真鍮削り出しモデルガン。発売時期により3種類に分類される。
- M3A1（ハドソン産業） - レシーバーはスチールプレス製。52年規制後にABS樹脂製で再発売。
- ワルサーP38 MJQ (MGC) - MGCが六人部 登に設計・製造を委託したブローバックモデル。
- コルトM1911A1 (MGC) - 通称GM2。ABS樹脂製で内部はブローバック性能を優先した独自機構。初期製品はセンターファイア・樹脂製カート仕様。後にサイドファイアに変更。
- レミントンM31RS (MGC) - 当初は亜鉛合金製で発売されたが、52年規制後に「ニューモデル5」の一つとしてABS樹脂製で再発売されヒット作となる。
- AR-18（六研） - 実銃部品を多用したブローバックモデルだが、発火はモデルガン独自のオープンボルト式。
- .44オートマグ (MGC) - ABS樹脂製だが初期の製品は薬室とボルトが亜鉛合金製。ブローバックモデルの広告キャッチコピーは「平玉6粒で銃口が6センチ跳ね上がる」。
- コルトM1911A1（東京CMC） - 内部機構の再現度が高い。ミリタリー、コマンダー、ナショナルマッチの3種類。

### 1977年（52年規制）以降
- ニュースーパーブラックホーク（ウエスタンアームズ） - 後発のモデルアップだが実物の安全機構を初めて再現するなど、完成度が高い。
- ワルサーGSP（東京CMC） - 珍しい競技銃のモデルガン。複雑なトリガーメカも忠実に再現。
- AK-47（ハドソン産業） - 規制以前の一部モデルを除き、量産された唯一のAK系モデルガン。
- ワルサーP38（マルシン工業） - ブローバックモデル初の疑似ショートリコイルを採用。
- ニューモデル5 (MGC) - 1980年に製作が発表されたS&W M39、イングラムM11、レミントンM31、M1911A1 (GM5)、ワルサーP5の5種類。ワルサーP5のみ未発売。
- コルト コンバット・コマンダー（ウエスタンアームズ） - ABS樹脂製だがトリガーやハンマーなどにステンレスパーツを多用したメーカーカスタム。センターファイアによる「100%の作動」を謳う。
- S&W リボルバーシリーズ（国際産業） - S&Wリボルバーの内部機構と操作感を高い次元で再現した国際産業の出世作。以後「リボルバーのコクサイ」と呼ばれる。
- ルガーP08（マルシン工業） - 内部機構、外観共に再現度が高い。ゲーリングルガーなどのバリエーションあり。
- 64式小銃（ホビーフィックス） - 国産の自衛隊制式採用小銃を忠実にモデルアップ。高価ながらヒット作となった。
- M1911A1(タニオ・コバ) - 樹脂製の使い捨てカートリッジを採用し、オープンデトネーター式ブローバックを四半世紀ぶりに復活させた。
- 九四式拳銃 (HWS)  - 欠陥と評される剥き出しのシアーバーもリアルに再現。
- ボーチャードピストル (CAW) - 実銃を計測して設計し、サイズや内部機構、細かな刻印の再現まで徹底的にこだわった製品。

## 関連出版物
- 『Gun』 国際出版、1962年 - 2011年。
- 『Gun Professionals』 ホビージャパン、2012年 - 。
- 『Gun Magazine』 ユニバーサル出版、2012年 - 2015年。
- 『COMBATマガジン』 ワールドフォトプレス、1980年 - 。
- 『Arms MAGAZINE』 ホビージャパン、1989年 - 。
- 『MODELGUN CHALLENGER』 ダイヤモンド、1983年 - 1985年。
- 『VISIER』 MGC機関紙、1965年 - 1982年。
- 『SIGHT』 同人誌、1985年 - 1999年。
- 川野京輔・郡正史 『モデルガンの楽しみ』 林書店、1968年。
- 『モデルガン大図鑑　モデルガンの魅力を大解剖!!』 双葉社、1982年。
- 増井浩一・くろがねゆう 『MODELGUN GRAFFITI』 辰巳出版、1993年。
- ケン野沢 『GUN具百選』 三天書房、1999年。
- くろがねゆう・黒田孝弘 『名銃図鑑モデルガン』 辰巳出版、2002年。
- 寺西健治 『MODELGUN RETURNS　究極のモデルガン大図鑑』 ゴマブックス、2006年。
- 小峯隆生 『1968少年玩具 東京モデルガンストーリー』 角川学芸出版、2009年。
- 『MODELGUN DIGEST』 ホビージャパン、2009年。
- 神保勉 『MGCをつくった男』 新日本模型・MGC、2010年。
- デューク廣井 『MODEL GUN GRAPHICS』 イカロス出版、2012年。
- くろがねゆう 『ヴィンテージ モデルガン コレクション』 ホビージャパン、2012年。
- くろがねゆう 『ヴィンテージ モデルガン コレクション File02』 ホビージャパン、2012年。
- 『MODELGUN Classics』 ホビージャパン、2016年。
- 『モデルガン クロニクル』 ホビージャパン、2018年。